# Verlag Der Syndikalist
Der Verlag Der Syndikalist entstand im Dezember 1919 und war direkt verbunden mit der früheren Verlagstätigkeit von Fritz Kater (Fritz Kater Verlag).

## Geschichte
Der Verleger Fritz Kater (1861–1945) hatte bereits vor dem Ersten Weltkrieg für die Freie Vereinigung deutscher Gewerkschaften Bücher und Zeitschriften verlegt unter dem Namen „Fritz Kater Verlag“, mit dem Zusatz „Der Syndikalist“.
Ab 1919 wurde dann der Verlagsname „Der Syndikalist“ angenommen, Geschäftsführer war F. Kater. In der Weimarer Republik war der Verlag, unter anderem wegen der Auflagenhöhe von Broschüren, Bücher und Zeitschriften, einer der bedeutendsten Verlage und direkt mit der
Freien Arbeiter-Union Deutschlands (FAUD) verbunden. Das Verlagsangebot war politisch am Syndikalismus und Anarchismus ausgerichtet und bot vor allem Anarchosyndikalisten und Anarchisten aller Art politischen Raum. Die im Verlag erschienene Zeitschrift Der Syndikalist erreichte 1920 eine Auflage von 120.000 Exemplaren. 1924 war die Auflage auf 25.000 gesunken.
1929 gab es organisatorische Verlagsänderungen bei der FAUD. Als Nachfolger des Verlages Der Syndikalist entstand die ASY Verlags GmbH, im Grunde nur eine Umbenennung des Verlagsnamens. Außerdem der Bücherclub Gilde freiheitlicher Bücherfreunde (GfB). Fritz Katers Person war nicht nur mit dem Fritz Kater Verlag, Verlag der Syndikalist, ASY Verlag, sondern auch mit der GfB eng verknüpft.
Mit der Gründung des ASY-Verlages legte der 70-jährige Kater die Geschäftsführung nieder, er half allerdings noch im Versand mit. 1931 übernahm Helmut Rüdiger die Geschäftsleitung des Verlages. Der Grund für die Umbenennung des Verlages Der Syndikalist in ASY-Verlag kann die Inflation gewesen sein und der Rückgang der Mitgliederanzahl der FAUD. Als Beispiel führt Corinna Kaiser die Angaben von Dieter Nelles und Ulrich Klan an, die für den Bezirk Essen 143.106 Mitglieder für 1921 nennen und für 1924 noch 29.865. Schließlich waren die  FAUD-Mitglieder die wichtigsten Abnehmer der Verlagsangebote. Am 5. März 1933 wurde die FAUD verboten, die Adressenkarteien und der Lagerbestand von Broschüren und Büchern konfisziert. Der ASY-Verlag wurde 1936 in Barcelona weitergeführt.

## Verlagsveröffentlichungen (Auswahl)
- Peter Kropotkin: Eroberung des Brotes, übersetzt von Bernhard Kampffmeyer. Berlin, 1919, 1920, 1921, 1924.
- Ferdinand Domela Nieuwenhuis: Francisco Ferrer. Berlin, 1920.
- Karl Roche: Was wollen die Syndikalisten? Berlin, 1919.
- Michael Bakunin: Gesammelte Werke in 3 Bänden, Hrsg.: Erwin Rholfs, Berlin 1921–1923.
- Augustin Souchy: Wie lebt der Arbeiter und Bauer in Russland und der Ukraine? (Reisebericht vom April bis Oktober 1920), Berlin 1921.
- Fritz Kater: Die Entwicklung der deutschen Gewerkschaftsbewegung. Vortrag vom 17. Januar 1921 in der Berliner Arbeiterbörse. Berlin 1921.
- Max Nettlau: Die revolutionären Aktionen des italienischen Proletariats und die Rolle Errico Malatestas. Berlin 1922.
- Emma Goldman: Die Ursachen des Niedergangs der Russischen Revolution, Berlin 1922.
- Robert Reitzel, Des Armen Teufels gesammelte Werke, Heft 1 bis 9 in vier Broschüren. Berlin 1923.
- Bart de Ligt: Beim Teufel zur Beichte … (1927).
- Alexander Berkman: Die Tat. Gefängniserinnerungen eines Anarchisten. Nachwort von Robert Reitzel, 1927.

### Reihe: Dichter und Rebellen
- Erich Mühsam: Alarm. Manifeste aus 20 Jahren (Band 1), 1925.
- Kurt Kläber: Empörer! Empor! Gedichte, Skizzen, Reiseberichte (Band 2), 1925.
- John Henry Mackay: Sturm. 7. verkürzte Auflage (Dichter und Rebellen, Band 3). Gesamtauflage: 22.000. 1925
- Rudolf Rocker: Vom anderen Ufer (Band 4), 1926.
- Samuel Lewin: Dämonen des Blutes. Eine Vision. Aus dem Jiddischen übertragen von Ruben Beatus (Band 5), 1926.
- Rudolf Rocker: Die Sechs (Band 7), 1928.

## Weiterführende Literatur
Bücher:
- Hartmut Rübner, Freiheit und Brot. Die Freie Arbeiter-Union Deutschlands. Eine Studie zur Geschichte des Anarchosyndikalismus. Über Fritz Kater, Seite:15, 28, 29, 30 f., 60, 67, 127, 154, 162, 171, 212, 221, 267, 269, 297. Über die Zeitschrift Der Syndikalist, Seite: 12, 20, 39 f., 51, 56 f., 65, 74, 79, 82 f., 86 f., 118, 121,135, 147, 150, 154, 160, 173–176, 182, 186, 188, 195, 233, 250, 264, 267, 280, 281 f., 288, 291. Libertad Verlag, Potsdam 1994. ISBN 3-922226-21-3.
- Ulrich Klan, Dieter Nelles: Es lebt noch eine Flamme. Rheinische Anarcho-SyndikalistenInnen in der Weimarer Republik und im Faschismus. Trotzdem Verlag, Grafenau–Döffingen 1990. ISBN 3-922209-72-6.
- Helge Döhring: Die Presse der syndikalistischen Arbeiterbewegung in Deutschland 1918 bis 1933. Edition Syfo 1, Moers 2010, ISBN 978-3-9810846-8-9.

Zeitschriften:
- Corinna Kaiser: Der Kater-Konzern – Ein Beitrag zur syndikalistischen Verlagsgeschichte. In: Schwarzer Faden Nr. 49 (1994). Online verfügbar
- Rudolf Rocker: Fritz Kater – Ein Lebensbild. In: Der freie Gedanke, als Fortsetzung in Heft 8 bis 11, Wiesbaden 1948.